# Digitaria sacchariflora
Digitaria sacchariflora là một loài thực vật có hoa trong họ Hòa thảo. Loài này được (Raddi) Henrard mô tả khoa học đầu tiên năm 1934.